# Los prometidos del puente Mac Donald
Los prometidos del Puente Mcdonald o (Cuidado con las gafas oscuras) es un corto burlesco extraída de Cléo de 5 a 7, ambos dirigidas por Agnès Varda en 1961.

## Sinopsis
El corto mudo es protagonizado por sus colegas de la nouvelle-vague Anna Karina y Jean-Luc Godard  Un joven ve la vida oscura cuando usa gafas de sol. Le basta con quitárselos para que las cosas salgan bien.

## Ficha técnica
- Título : Los prometidos del puente Mac Donald o (Cuidado con las gafas oscuras)
- Dirección y guion : Agnes Varda
- Director de fotografía : Jean Rabier
- Montaje : Janine Verneau
- Música : Michel Legrand
- Productor : Georges de Beauregard
- Producción : Roma-París Films
- Distribución : Cine-Tamaris
- Duración : 3 minutos
- Formato  35 mm
- Color: A blanco y negro
- Muda

## Reparto
- Jean-Luc Godard : El novio
- ana karina : La novia
- Jean Claude Brialy : La enfermera
- Sami frey : El enterrador
- Danielle Delorme : La florista
- Eddie Constantino
- Yves robert
- Emilienne Codorniz
- Alan scott : El marino
- George de Beareugard

## Comentarios
- Cortometraje burlesco, mudo, en blanco y negro, Les Fiancés du pont Mac Donald es un extracto de la película Cléo de 5 à 7 .[2]
- Agnès Varda presenta esta película en su DVD Varda tout courts[3]
- Sobre el cortometraje Agnès comentó

"He aquí hay un cortometraje que le añadí a Cléo de 5 a 7 a través de la tragaluz de una cabina de proyección. Yo tenía 2 metas con el cortometraje : Primero, soltar la presión de Cléo, que estaba ansiosa, temerosa, que le costaba mucho sobrellevar su miedo a estar enferma, entonces me dije que, al comienzo del tercer tercio de la película, donde las películas a menudo tienen un hueco, una debilidad, una blandura, que a veces puede ser al principio del cuarto trimestre debía presentar algo un poco flamante.

Mi otro objetivo era mostrar los ojos de Jean-Luc Godard . En ese momento, usaba anteojos muy oscuros. Y éramos amigos, Él accedió a rodar esta pequeña historia sobre gafas donde tiene que quitárselas y así pudimos ver sus hermosos ojos, esos ojos grandes de Buster Keaton .

La rodé en el puente Mac Donald, con amigos, actores que amable y generosamente vinieron a pasar el día con nosotros. Y es Anna Karina quien interpreta a la amante de esta pareja reminiscente de la época del cine mudo. ¡Qué buen recuerdo !